# Frente Democrática da Salvação Somali
Frente Democrática da Salvação Somali (somali:  Jabhadda Diimuqraadiga Badbaadinta Soomaaliyeed), inicialmente conhecida como Frente Democrática para a Salvação da Somália, foi uma organização política e paramilitar da Somália. Fundada em 1978 por vários oficiais do exército, foi o primeiro de vários grupos de oposição dedicados a depor o regime autoritário de Mohamed Siad Barre. Com sua base de poder principalmente no clã Majeerteen, a Frente Democrática da Salvação Somali desempenhou um papel significativo no complexo cenário político do país durante o final dos anos 1970 e 2000, e teve sucesso em estabelecer o estado autônomo de Puntland no nordeste da Somália.